# Wasserturm Speyer

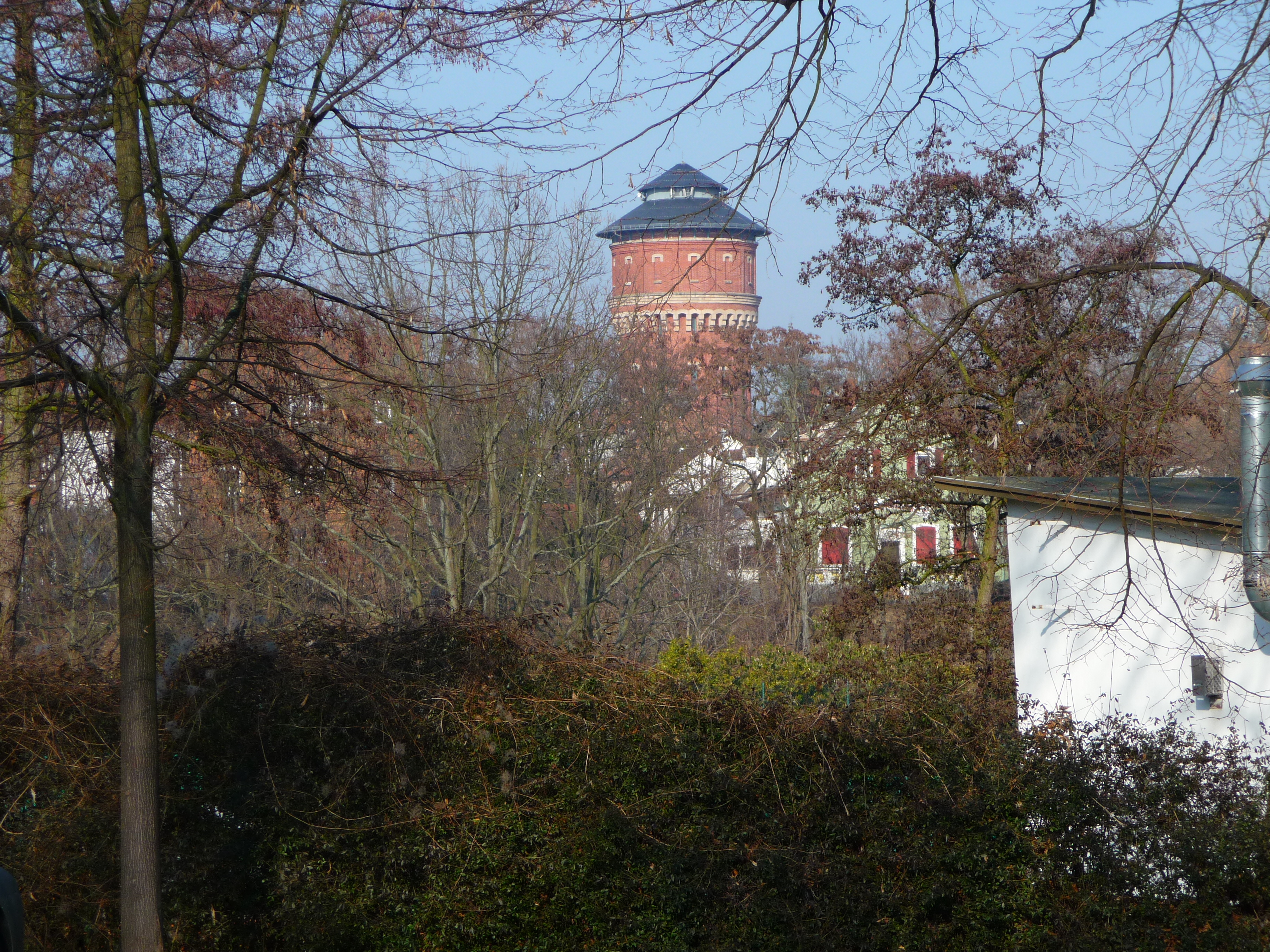
Blick auf das Dach und das Behältergeschoss

Der Wasserturm Speyer, errichtet auf der Hochterrasse, der höchsten der drei Geländestufen, über die die Stadt Speyer sich erstreckt, dient bis heute der Versorgung der Stadt mit Trinkwasser und ist ein Kulturdenkmal und ein Wahrzeichen des Stadtteils Speyer-West.
Errichtet wurde der 36 Meter hohe Turm 1883 auf Initiative des in England lebenden Ingenieurs und Unternehmers Adolf Friedrich Lindemann (1846–1931), der auf Basis einer Aktiengesellschaft 1882 bis 1883 in Speyer das erste moderne Trinkwassernetz mit 20 km Leitungen und 105 Hydranten schuf. Der Wasserturm sollte für den nötigen Wasserdruck in diesem System sorgen. Lindemann wollte eine Vielzahl von Gemeinden in der Vorderpfalz für ein großes hygienisches Trinkwassersystem gewinnen, fand aber nur in Speyer, in dem es in den 1870er Jahren zu mehreren Cholera-Epidemien gekommen war, mit seinen Ideen Anklang.
Das Wasser für das System wurde 1882 nach mehreren Probebohrungen in der Waldgemarkung „Jägerrast“ im Speyerer Wald gefunden. Nach Qualitätsproblemen ab 1885 wurde ein neues Pumpwerk am Tafelsbrunnen bei Berghausen errichtet, das auch heute noch das Wasser liefert.
Der Turm stand ursprünglich im freien Feld, ist aber heute umgeben vom Stadtteil Speyer-West, unmittelbar von der Straße und der Siedlung „Am Wasserturm“.
Da sich deutsche Banken nicht für eine Finanzierung hatten gewinnen lassen, hatte Lindemann eine englische Gesellschaft unter Ch. Marschall als Finanziers gewonnen. Da Lindemann mit England kooperierte, wurde sein Unternehmen 1914 (Beginn des Ersten Weltkrieges) unter Staatsaufsicht gestellt und 1917 liquidiert. Die Wasserversorgung und der Turm gingen an die Stadt Speyer, die sie heute mittels ihrer Stadtwerke Speyer weiter betreibt.

## Das Bauwerk: Technik und Baukunst
Der Wasserturm legt Zeugnis ab vom Beginn großflächiger hygienischer Trinkwasserversorgungssysteme und ist ein frühes Beispiel eines Turmes mit Hängebodenbehälter ähnlich den Anlagen, die in Pirmasens und auf der Martinshöhe errichtet wurden.
Gemäß Urteil des Kunsthistorikers Clemens Jöckle besteht die Leistung bei der Errichtung des Turmes darin, über die technische Konstruktion hinaus einen städtebaulich markanten Bau in zurückhaltenden, aber kraftvollen Formen errichtet zu haben. Dabei drücke sich die Funktion des Bauwerks als kaschierende Ummantelung der Technik in der Dreiteilung des Aufbaus aus. Sockel, Ständer und Behälter lassen sich im Außenbau erkennen.
Basis ist ein zwölfeckiges Sockelgeschoss, dessen Türsturz die Jahreszahl 1883 trägt.
Der dreigeschossige Ständer ist mit flachen Wandvorlagen in 12 Felder mit schmalen Fensterschlitzen gegliedert. Die Fensterstürze der 12 Fenster des Sockelgeschosses, der 36 Fenster des Ständers und der 12 Scheinfenster des Behältergeschosses wurden in gelbem Sandstein ausgeführt, der mit dem rot der Klinker kontrastiert, in denen der Turm insgesamt ausgeführt ist.
Das Behältergeschoss springt auf abgetreppten Konsolen vor, über denen ein profiliertes Sandsteingesims den Turm umläuft. Darüber gliedern wieder Wandvorlagen das Geschoss in 12 Felder.
Beim Turmdach wurden die Elemente Walmdach, Tambour und Laterne originell so zusammengedrückt, dass eine Art abgesetztes Walmdach entstanden sei.